# Wyeomyia adelpha
Wyeomyia adelpha är en tvåvingeart som beskrevs av Dyar och Frederick Knab 1906. Wyeomyia adelpha ingår i släktet Wyeomyia och familjen stickmyggor. Inga underarter finns listade i Catalogue of Life.